# عمر ستيوارت
عمر ستيوارت (بالإنجليزية: Omer Stewart)‏ هو كاتب وعالم إنسان أمريكي، ولد في 17 أغسطس 1908، وتوفي في 31 ديسمبر 1991.